# Corvisart (stanice metra v Paříži)

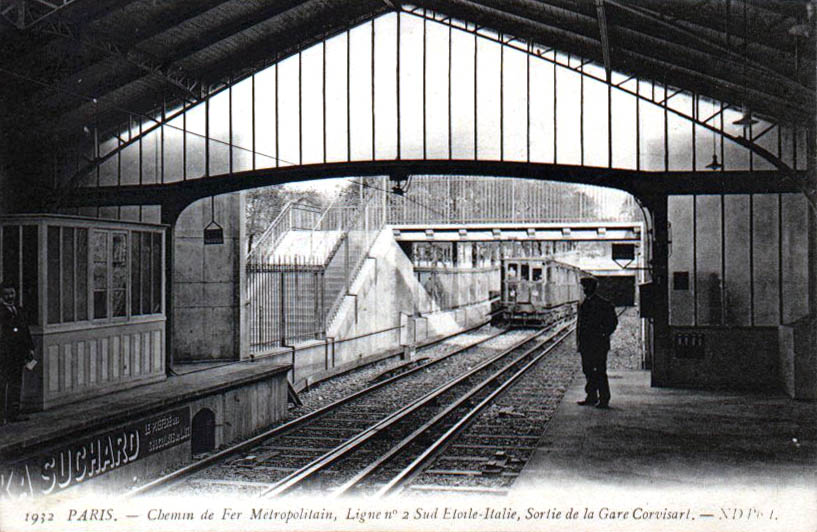
Stanice kolem roku 1906

Corvisart je nepřestupní nadzemní stanice pařížského metra na lince 6 ve 13. obvodu v Paříži. Nachází se na viaduktu, který vede po Boulevardu Auguste Blanqui. Trať se ve směru na Nation za stanicí opět zanoří do podzemí.

## Historie
Stanice byla otevřena 24. dubna 1906 jako součást nového úseku Passy ↔ Place d'Italie. V roce 1903 se oddělil od linky 1 úsek počínaje stanicí Étoile a vznikla nová linka 2 Sud (2 Jih), též nazývána Circulaire Sud (Jižní okruh). Tato linka byla právě 24. dubna 1906 rozšířena od stanice Passy po Place d'Italie. 14. října 1907 byla linka 2 Sud zrušena a připojená k lince 5. Dne 12. října 1942 byl celý úsek Étoile ↔ Place d'Italie, a tedy i stanice Corvisart, opět odpojen od linky 5 a spojen s linkou 6, která tak získala dnešní podobu.

## Název
Jméno stanice je odvozeno od názvu ulice Rue Corvisart, která se nedaleko kříží s Boulevardem Auguste Blanqui. Jean-Nicolas Corvisart (1755-1821) byl Napoleonův osobní lékař, byl specialistou na plíce a srdce.